# Xylogone
Xylogone — рід грибів. Назва вперше опублікована 1969 року.

## Класифікація
До роду Xylogone відносять 2 види:
- Xylogone ganodermophthora
- Xylogone sphaerospora